# Bermudy na letních olympijských hrách
Bermudy na letních olympijských hrách startuje od roku 1936. Toto je přehled účastí, medailového zisku a vlajkonošů na dané sportovní události.

## Účast na Letních olympijských hrách
| Dějiště LOH            | LOH      | Vlajkonoš                               | Zlatá medaile | Stříbrná medaile | Bronzová medaile | Celkem |
| ---------------------- | -------- | --------------------------------------- | ------------- | ---------------- | ---------------- | ------ |
| 1936 Německo           | LOH 1936 | Perez Sord                              |               |                  |                  | 0      |
| 1948 Londýn            | LOH 1948 | Whitfield Hayward                       |               |                  |                  | 0      |
| 1952 Helsinky          | LOH 1952 | Whitfield Hayward                       |               |                  |                  | 0      |
| 1956 Melbourne         | LOH 1956 | nebyl                                   |               |                  |                  | 0      |
| 1960 Řím               | LOH 1960 | Whitfield Hayward                       |               |                  |                  | 0      |
| 1964 Tokio             | LOH 1964 | Whitfield Hayward                       |               |                  |                  | 0      |
| 1968 Ciudad de México  | LOH 1968 | Whitfield Hayward                       |               |                  |                  | 0      |
| 1972 Mnichov           | LOH 1972 | Kirk Cooper                             |               |                  |                  | 0      |
| 1976 Montréal          | LOH 1976 | nebyl                                   |               |                  | 1                | 1      |
| 1980 Moskva            | 1980     |                                         |               |                  |                  |        |
| 1984 Los Angeles       | LOH 1984 | Nick Saunders                           |               |                  |                  | 0      |
| 1988 Soul              | LOH 1988 | Nick Saunders                           |               |                  |                  | 0      |
| 1992 Barcelona         | LOH 1992 | Brian Wellman                           |               |                  |                  | 0      |
| 1996 Atlanta           | LOH 1996 | Brian Wellman                           |               |                  |                  | 0      |
| 2000 Sydney            | LOH 2000 | MJ Tumbridge                            |               |                  |                  | 0      |
| 2004 Athény            | LOH 2004 | Peter Bromby                            |               |                  |                  | 0      |
| 2008 Peking            | LOH 2008 | Jill Terciera                           |               |                  |                  | 0      |
| 2012 Londýn            | LOH 2012 | Zander Kirkland                         |               |                  |                  | 0      |
| 2016 Rio de Janeiro    | LOH 2016 | Tyrone Smith                            |               |                  |                  | 0      |
| 2020 Tokio             | LOH 2020 | Dara Alizadeh                           | 1             |                  |                  | 1      |
| 2024 Paříž             | LOH 2024 | Adriana Penruddocke Jah-Nhai Perinchief |               |                  |                  | 0      |
| Celkem                 | 20       |                                         | 1             | 0                | 1                | 2      |
| Zdroj na Olympedia.org |          |                                         |               |                  |                  |        |

## Listina medailistů
| Medal            | Sportovec      | LOH           | Sport         |
| ---------------- | -------------- | ------------- | ------------- |
| Bronzová medaile | Clarence Hill  | Bermudy (BER) | 1976 Box      |
| Zlatá medaile    | Flora Duffyová | Bermudy (BER) | 2020 Triatlon |